# Ambroży Kazimierz Kościuszko
Ambroży Kazimierz Kościuszko herbu Roch III (ur. 1667, zm. około 1720) – pisarz ziemski brzeskolitewski w latach 1720–1721, sędzia grodzki brzeskolitewski w latach 1714–1720, podczaszy owrucki w latach 1706–1718,  stronnik Sapiehów, dziadek Tadeusza Kościuszki.

## Życiorys
Jeden z czterech synów sędzi skarbowego Aleksandra Jana Kościuszki i Teresy Denisewiczówny.
Dziedzic majątku ziemskiego Siechnowicze. Związek małżeński zawarł z Barbarą Glewską, w czasie którego urodziło się tylko jedno dziecko – Ludwik Tadeusz (późniejszy ojciec Andrzeja Tadeusza Bonawentury znanego jako Tadeusz Kościuszko).
Poseł powiatu brzeskolitewskiego na sejm 1720 roku.